# Apex Mountain
Apex Mountain är ett berg i Kanada.   Det ligger i provinserna British Columbia och Alberta, i den centrala delen av landet, 3 100 km väster om huvudstaden Ottawa. Toppen på Apex Mountain är 3 250 meter över havet, eller 518 meter över den omgivande terrängen. Bredden vid basen är 20,6 km.
Terrängen runt Apex Mountain är bergig åt nordväst, men åt sydost är den kuperad.Trakten runt Apex Mountain är nära nog obefolkad, med mindre än två invånare per kvadratkilometer.. Det finns inga samhällen i närheten. 
Trakten runt Apex Mountain är permanent täckt av is och snö.